# لوسيل لورانس
لوسيل لورانس (بالإنجليزية: Lucile Lawrence)‏ هي معلمة موسيقى أمريكية، ولدت في 7 فبراير 1907، وتوفيت في 8 يوليو 2004.

## وصلات خارجية
- لوسيل لورانس على موقع ميوزك برينز (الإنجليزية)